# 제을
제을(帝乙, Di Yi)은 상나라의 30대 군주이다. 성은 자(子)이고 이름은 이(羡)이다. 수도는 은(殷)이었다.
죽서기년에 의하면 재위 3년에 남중(南仲)에게 명하여 곤이(昆夷)를 치도록 하였고 전투에서 승리한 후 삭방(朔方)이라는 도시를 세웠다.
자식은 첫째 미자계(微子啓), 둘째 중연(中衍), 막내 제신(帝辛, 은주왕) 등이 있다.
졸후에 막내 아들 제신이 보위를 이었다.